# Margaret Davies
Margaret Sidney Davies (* 14. Dezember 1884 in Llandinam; † 13. März 1963 in London) war eine walisische Kunstsammlerin und Mäzenin. Zusammen mit ihrer Schwester Gwendoline gehörte sie zu den frühesten Sammlern moderner Kunst in Großbritannien. Ihre Kunstsammlung gelangte nach ihrem Tod als Stiftung ins National Museum Cardiff. Zudem war sie Mitbegründerin des Gregynog Music Festival, eines der bedeutenden Musikfestspielen ihres Landes.

## Familie
Das Vermögen der Familie Davies begründete Margarets Großvater David Davies (1818–1890). Der aus ärmlichen Verhältnissen stammende Waliser stieg vom Sägewerksarbeiter zu einem der wohlhabendsten Unternehmer Großbritanniens auf. Zu seinem umfangreichen Besitz gehörten Kohlegruben, Eisenbahnlinien und Werften. Nach dem Tod von David Davies erbte sein einziger Sohn, Edward Davies (1852–1898), den Besitz. Aus Edwards Ehe mit der Pfarrerstochter Mary Jones gingen die Kinder David (1880–1944, der spätere David Davies, 1. Baron Davies), Gwendoline (1882–1951) und Margaret hervor. 1888 starb Mary Jones. Edward Davies heiratete drei Jahre später Elisabeth Jones (1853–1942), die Schwester seiner verstorbenen Frau.

## Leben
Nach dem frühen Tod ihrer Mutter übernahm ihre Tante und spätere Stiefmutter Elisabeth Jones gemeinsam mit der Gouvernante Jane Blaker die Erziehung von Margaret und ihrer Schwester Gwendoline. Ihre Schulbildung erhielt sie an der Highfield School in Hendon. Obwohl sie sich später besonders für die Kultur ihrer walisischen Heimat einsetzte, gehörte walisisch nicht zu den Sprachen, die sie erlernte. Ihr vom Calvinismus geprägtes Elternhaus beeinflusste die religiöse Erziehung von Margaret Davies. So nahm sie allwöchentlich an Gottesdiensten teil und wuchs in dem Bewusstsein auf, dass für sie das ererbte Vermögen eine Verpflichtung zu gesellschaftspolitisches Engagement sei. Übermäßiger Luxus und Zeitvergeudung widersprachen dabei den Grundsätzen ihrer Erziehung. Aus diesem Grund besuchte sie niemals Tanzveranstaltungen oder Opernaufführungen. Stattdessen interessierte sie sich für Gartenarbeit, wohltätige Zwecke, bildende Künste, Literatur und Musik. Sie selbst spielte Harfe und war eine begeisterte Amateurmalerin. An der Slade School of Art in London erhielt sie eine künstlerische Ausbildung. Studienreisen nach Frankreich, Deutschland und Italien vertieften ihre kunstgeschichtlichen Kenntnisse. Ab 1906 begann sie, wie ihre Schwester, eine Kunstsammlung aufzubauen. Zunächst konzentrierte sie sich auf Werke der Schule von Barbizon, bevor sie ab 1912 Werke des Impressionismus erwarb. Zusammen mit ihrer Schwester Gwendoline zeigte sie 1913 in der Cardiff City Hall erstmals ihre Kunstsammlung der Öffentlichkeit.
Im Ersten Weltkrieg engagierten sich die Davies-Schwestern im humanitären Bereich. Nach der Besetzung Belgiens durch deutsche Truppen organisierten sie die Aufnahme belgischer Flüchtlinge. Die mit den Davies-Schwestern befreundeten Thomas Jones und Major Burdon-Evans reisten in ihrem Auftrag nach Belgien, um Kunststudenten und Künstler nach Wales in Sicherheit zu bringen. Zu den Künstlern, die so unter die Obhut der Davies-Schwestern gelangten und bis Kriegsende in Wales blieben, gehörten der Bildhauer George Minne und die Maler Valerius de Saedeleer und Gustave Van de Woestyne mit ihren Familien.
Ab 1916 arbeiteten die Davies-Schwestern für das Londoner Komitee des französischen Roten Kreuzes. Margaret Davies ging im Juni 1917 nach Frankreich, um in Troyes in einem Durchgangslager der französischen Armee Soldaten zu betreuen. Hier unterstützte sie ihre Schwester Gwendoline, die bereits seit dem Vorjahr in der dortige Kantine arbeitete.
1920 erwarb Margaret Davies zusammen mit ihrer Schwester Gwendoline das walisische Herrenhaus Gregynog. In den Folgejahren widmeten sie sich der umfangreichen Restaurierung des Anwesens und der Anlage der Garten- und Parklandschaft. Zunächst nur als Wohnsitz genutzt, entwickelten die Schwestern Gregynog zu einem kulturellen Zentrum in Wales. 1922 begründeten sie hier mit der Gregynog Press eine Privatdruckerei für limitierte, handgebundene Editionen. Nachdem Margaret sich zuvor bereits in der Welsh Folk Song Society und dem University Music Club in Aberystwyth für die Förderung der walisischen Musik eingesetzt hatte, rief sie mit ihrer Schwester 1932 das Gregynog Music Festival ins Leben. Mit berühmten zeitgenössischen Musikern wie Vaughan Williams, Gustav Holst, Edward Elgar und Benjamin Britten etablierten die Davies-Schwestern ihren Wohnsitz zu einem bedeutenden Zentrum des Musikgeschehens im Vereinigten Königreich der 1930er Jahre. Zu den zahlreichen musikbegeisterten Gästen in Gregynog, die neben den Konzerten auch die Kunstsammlungen der Davies-Schwestern betrachten konnten, gehörten der britische Premierminister Stanley Baldwin und der Dramatiker George Bernard Shaw.
Margaret Davies, die ihr Leben lang unverheiratet blieb, stiftete 1960 ihren Wohnsitz Gregynog der University of Wales, deren Ehrendoktorwürde sie bereits 1949 erhalten hatte. Dem Beispiel ihrer 1951 verstorbenen Schwester folgend, vermachte sie ihre Kunstsammlung dem National Museum Cardiff.

## Kunstsammlung
Margaret Davies erwarb 1906 mit einem Gemälde des englischen Malers Hercules Brabazon Brabazon (1821–1906) ihr erstes Kunstwerk.
Beraten durch Hugh Blaker, dem Bruder ihrer Gouvernante Jane Blaker und Kurator des Holburne Museum of Art in Bath,
begann 1908 die eigentliche Sammeltätigkeit mit dem Ankauf von William Turners The Storm. Es folgten einige eher traditionelle Arbeiten, wie das Piquetspiel von Ernest Meissonier sowie Werke der Schule von Barbizon. Hierzu zählen ein Ländliches Konzert (Fête Champêtre) von Narcisso Virgilio Díaz de la Peña, Fischer am Ufer verankert und Ferne Ansicht von Corbeil am Morgen von Jean-Baptiste Camille Corot und Die Bauernfamilie von Jean-François Millet.
Als Berater beim Aufbau der Kunstsammlung fungierte neben Hugh Blaker ab 1912 David Croal-Thomsen, der für die Londoner Filiale der Kunsthandlung Durand-Ruel arbeitete. Unter dessen Einfluss erwarb Margaret Davies bis zum Beginn des Ersten Weltkrieges ihre ersten Gemälde des Impressionismus. Hierunter befanden sich die Rückkehr der Erntearbeiter von Léon Augustin Lhermitte, Palazzo Dario, Venedig und Die Charing-Crossbrücke, London von Claude Monet und Kopf eines Mädchens von Pierre-Auguste Renoir. Ebenfalls in dieser Zeit erfolgte der Erwerb des Gemäldes Die Tränke von Honoré Daumier sowie die Skulptur Johannes der Täufer von Auguste Rodin.
Anders als ihre Schwester Gwendoline, kaufte Margaret Davies während des Ersten Weltkrieges keine Kunstwerke. Eine Ausnahme bildet hierbei der Ankauf des Gemäldes Sitzendes Mädchen von Alfred Stevens, welches sie im Januar 1918 in London erwarb. 1919 gelangten zwei Versionen von Daumiers Eisenbahnwagen dritter Klasse in die Sammlung von Margaret Davies. Sowohl das fein ausgeführtes Gemälde, wie eine flüchtiger gearbeitete Ölskizze dieses Themas befanden sich mehrere Jahrzehnte in ihrer Sammlung, bevor sie 1960 das Ölgemälde wieder verkaufte.
Zu Beginn der 1920er Jahre vervollständigte Margaret Davies ihre Sammlung mit weiteren Werken der Impressionisten. Von Camille Pissarro kamen so Sonnenuntergang in Rouen und Pont Neuf, Paris, unter Schnee und von Édouard Manet Boote in Argenteuil in die Sammlung. Weitere Ankäufe der Zwischenkriegszeit waren Die Dorfmesse und Strand in Trouville von Eugène Boudin, Der Sturm von Millet, Frau und Kind im Garten zu Bougival von Berthe Morisot und Madame Zborowska von André Derain.
Vor dem Hintergrund der sozialen Probleme in Großbritannien stoppte Margarets Schwester 1926 ihre Sammeltätigkeit, da sie es unmoralisch empfand, angesichts der Notlage ihrer Landsleute große Geldsummen für Kunstwerke auszugeben. Margaret Davies folgte ihrer Schwester in dieser Einstellung, die durch die Weltwirtschaftskrise von 1929 noch verstärkt wurde.
Nach dem Tod ihrer Schwester 1951 begann Margaret Davies erneut mit dem Ausbau ihrer Kunstsammlung. Neben der impressionistischen Ansicht im Dorfe Moret von Alfred Sisley erwarb Margaret nun zunehmend moderne Kunstwerke. Hierunter befanden sich zahlreiche Arbeiten heute eher weniger bekannter Künstler, aber mit La Ciotat von Othon Friesz, Dorfstraße von Maurice Utrillo, Sonnenlicht in Vernon von Pierre Bonnard und Regen, Mont Plaisant, Algerien von Albert Marquet auch einige bedeutende Gemälde. Darüber hinaus erwarb Margaret Davies in dieser Zeit auch englische und walisische Kunstwerke. Dies geschah zunehmend unter Beratung durch das Museum in Cardiff, in das nach ihrem Tod 152 Kunstwerke als Stiftung von Margaret Davies gelangten. Margaret Davies gehörte zusammen mit ihrer Schwester Gwendoline und dem Iren Hugh Lane zu den frühesten Sammlern moderner Kunst in Großbritannien. Ihre Sammeltätigkeit übte großen Einfluss auf die nachfolgende Sammlergeneration ihres Landes aus, wie beispielsweise auf Samuel Courtauld.

## Gemälde der Sammlung Margaret Davies

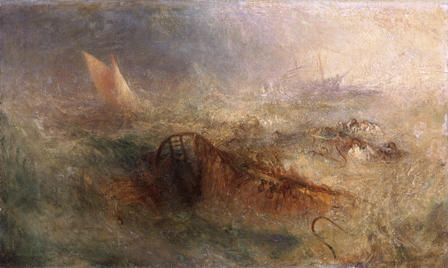
William Turner: The Storm
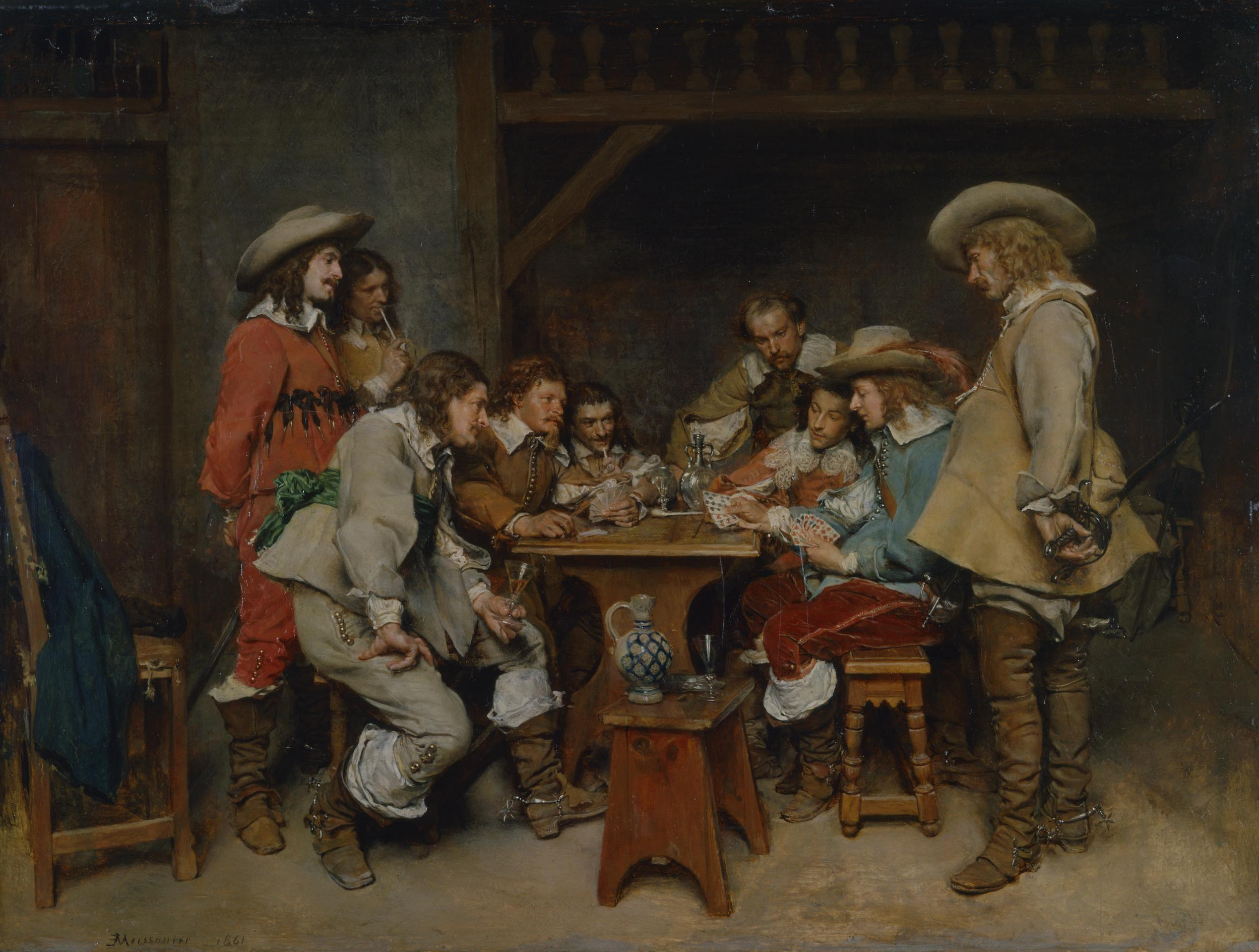
Ernest Meissonier: Das Piquetspiel
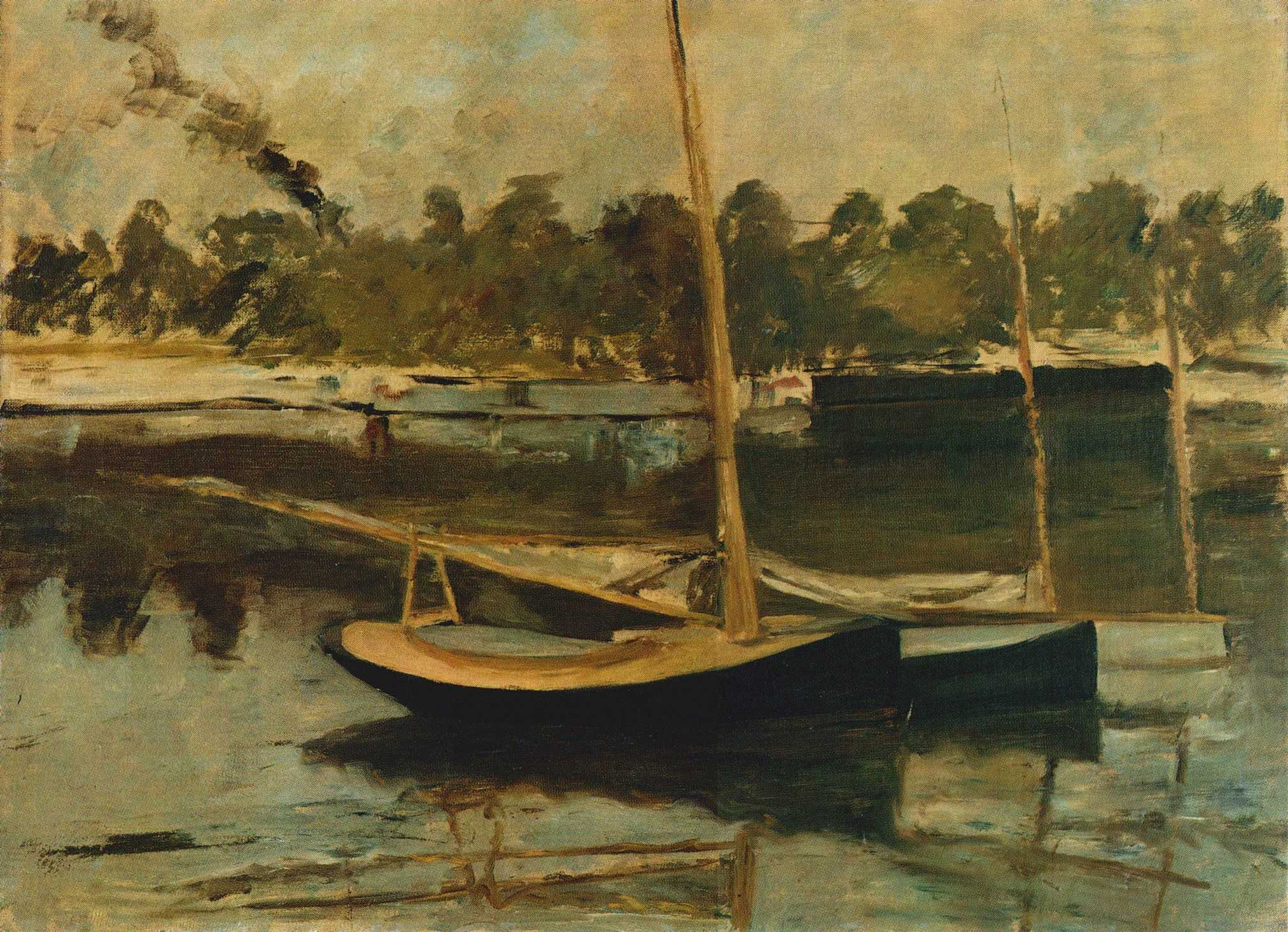
Édouard Manet: Segelboote in Argenteuil
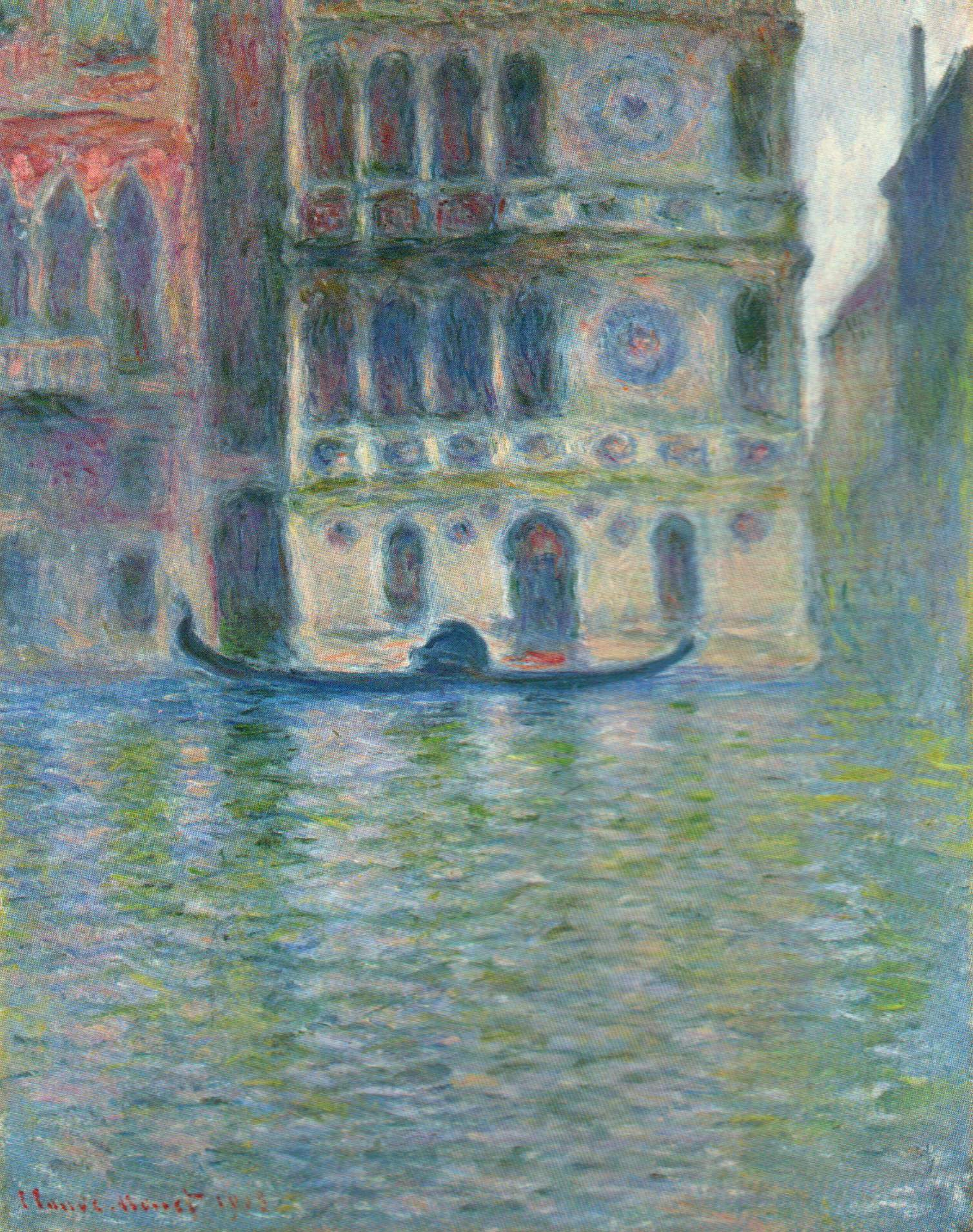
Claude Monet: Palazzo Dario, Venedig